# Fåhræus–Lindqvist-effektus
Fåhræus–Lindqvist-effektus (kiejtve [ˈfoːrɛʊs ˈlɪndkvɪst], kb. [fóreusz lindkviszt]) vagy szigma-effektus néven ismert az a jelenség, hogy a vér látszólagos viszkozitása függ az érátmérőtől. Nevezetesen 10 és 300 mikrométer közötti érátmérő esetén az érátmérő csökkenésével a vér viszkozitása is csökken. A jelenség pontos okára még nincs egységes magyarázat. Az egyik széles körben elfogadott nézet szerint a viszkozitáscsökkenést az okozza, hogy a vér alakos elemei a véráram középső részében foglalnak helyet, amit egy plazmában gazdagabb (alakos elemekben szegényebb) rész vesz körül. A nagyobb erekről leágazó kisebb erek emiatt plazmában gazdagabb vért vezetnek el, amelynek kisebb lesz a hematokritértéke és emiatt a viszkozitása is. A jelenséget felfedezőiről, Robert Sanno Fåhræus és Johan Torsten Lindqvist svéd hematológusokról nevezték el.